# آندریا فولیناتی
آندریا فولیناتی (انگلیسی: Andrea Fulignati؛ زادهٔ ۳۱ اکتبر ۱۹۹۴) بازیکن فوتبال اهل ایتالیا است.
از باشگاه‌هایی که در آن بازی کرده‌است می‌توان به باشگاه فوتبال تراپانی، باشگاه فوتبال اسپال، و باشگاه فوتبال چزنا اشاره کرد.
وی همچنین در تیم ملی فوتبال زیر ۱۹ سال ایتالیا بازی کرده‌است.